# Ciovârnășani
Ciovârnășani – wieś w Rumunii, w okręgu Mehedinți, w gminie Sisești. W 2011 roku liczyła 474 mieszkańców.